# Naissance en 1160
Naissance
- 1156
- 1157
- 1158
- 1159
- 1160
- 1161
- 1162
- 1163
- 1164

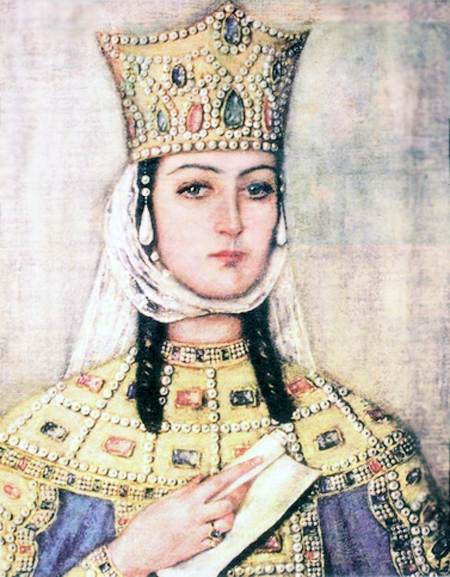
Tamar de Géorgie, née en 1160.

Cette page dresse une liste de personnalités nées au cours de l'année 1160 :
- octobre : Adèle de France, noble française.
- 23 novembre : Innocent III, 176e pape.

- Albert de Buxhoeveden, évêque de Livonie, fondateur de la ville de Riga.
- Ibn al-Athîr, ou Abu al-Hasan Ali 'izz al-Din, historien sunnite.
- Béatrice de Vienne, comtesse de Savoie.
- Cadenet, ou Elias Raimond Bérenger, troubadour.
- Isaac l'Aveugle, kabbaliste juif.
- Konoe Motomichi, noble de cour japonais (kugyō) de la fin de l'époque de Heian au début de l'époque de Kamakura qui exerce la fonction de régent pour trois empereurs dans les années 1180.
- Muhammad Ghûrî, un des acteurs principaux dans la propagation de l'islam dans le Nord de l'Inde.
- Sasaki Takatsuna, samouraï qui participe à la guerre de Genpei entre les clans Minamoto et Taira.
- Sidi Bou Saïd, ou Abou Saïd Khalaf Ibn Yahya el-Tamimi el-Béji , saint et savant érudit tunisien.
- Taira no Koremori, un des commandants en chef des troupes du clan Taira durant la guerre de Gempei.
- Taira no Noritsune, samouraï du clan Taira qui a combattu durant la guerre de Gempei aux batailles de Mizushima, Ichi-no-Tani et Dan-no-ura.
- Tamar de Géorgie, reine de Géorgie

date incertaine (vers 1160)
- Berthold V de Zähringen, dernier duc de Zähringen.
- Béroul
- Durand de Huesca, théologien orthodoxe.
- Engelbert IV d'Enghien, chevalier, seigneur d'Enghien.
- Ide de Lorraine, comtesse de Boulogne.
- Lambert d'Ardres, chroniqueur français.
- Pérotin, compositeur français.

## Crédit d'auteurs
- Cet article est partiellement ou en totalité issu de l'article intitulé « 1160 » (voir la liste des auteurs).